# Cantón de Figari
El cantón de Figari era una división administrativa francesa, que estaba situada en el departamento de Córcega del Sur y la región de Córcega.

## Composición
El cantón estaba formado por cuatro comunas:
- Figari
- Monacia-d'Aullène
- Pianottoli-Caldarello
- Sotta

## Supresión del cantón de Figari
En aplicación del Decreto n.º 2014-229 de 24 de febrero de 2014, el cantón de Figari fue suprimido el 22 de marzo de 2015 y sus 4 comunas pasaron a formar parte del nuevo cantón de Gran Sur.